# Japon aux Jeux olympiques d'hiver de 2014
Le Japon participe aux Jeux olympiques d'hiver de 2014 à Sotchi en Russie du 7 au 23 février 2014. Il s'agit de sa vingtième participation à des Jeux d'hiver.
Le célèbre groupe du hello!project, les Morning Musume sont les ambassadrices du Japon pour les Jeux de Sotchi. Elles  participent au projet "Nippon!Call Project" qui consiste à soutenir par téléphone l'équipe japonaise en leur envoyant des messages.

## Liste des médaillés
| Sport                  | Discipline                    | Athlète(s)                                           | Date       |
| Médailles d'or : 1     |                               |                                                      |            |
| Patinage artistique    | Hommes                        | Yuzuru Hanyu                                         | 14 février |
| Médaille d'argent : 4  |                               |                                                      |            |
| Combiné nordique       | Tremplin normal               | Akito Watabe                                         | 12 février |
| Snowboard              | Half-pipe hommes              | Ayumu Hirano                                         | 11 février |
| Snowboard              | Slalom géant parallèle femmes | Tomoka Takeuchi                                      | 19 février |
| Saut à ski             | Grand tremplin hommes         | Noriaki Kasai                                        | 15 février |
| Médaille de bronze : 3 |                               |                                                      |            |
| Snowboard              | Half-pipe hommes              | Taku Hiraoka                                         | 11 février |
| Saut à ski             | Par équipes hommes            | Reruhi Shimizu Taku Takeuchi Daiki Ito Noriaki Kasai | 17 février |
| Ski acrobatique        | Half-pipe femmes              | Ayana Onozuka                                        | 20 février |

| Sport               | Médaille d'or, Jeux olympiques | Médaille d'argent, Jeux olympiques | Médaille de bronze, Jeux olympiques | Total |
| ------------------- | ------------------------------ | ---------------------------------- | ----------------------------------- | ----- |
| Patinage artistique | 1                              | 0                                  | 0                                   | 1     |
| Snowboard           | 0                              | 2                                  | 1                                   | 3     |
| Saut à ski          | 0                              | 1                                  | 1                                   | 2     |
| Combiné nordique    | 0                              | 1                                  | 0                                   | 1     |
| Ski acrobatique     | 0                              | 0                                  | 1                                   | 1     |
| Total               | 1                              | 4                                  | 3                                   | 8     |

## Hockey sur glace

### Tournoi féminin

#### Effectif
- Gardiennes de but : Fujimoto Nana (Vortex Sapporo), Konishi Akane (Kushiro Bears), Nakaoku Azusa (Toyota Cygnus)
- Défenseurs : Aoki Kanae (Mitsuboshi Daito Perigrine), Hori Mika (Toyota Cygnus), Koike Shiori (Mitsuboshi Daito Perigrine), Kondo Yoko (Seibu Princess Rabbits), Suzuki Sena (Seibu Princess Rabbits), Takeuchi Aina (Daishin), Toko Ayaka (Daishin), Ukita Rui (Daishin), Yamane Tomoe (Daishin)
- Attaquantes : Adachi Yurie (Seibu Princess Rabbits), Fujimoto Moeko (Mitsuboshi Daito Perigrine), Hirano Yuka (Mitsuboshi Daito Perigrine), Kubo Hanae (Seibu Princess Rabbits), Nakamura Ami (Seibu Princess Rabbits), Osawa Chiho (Mitsuboshi Daito Perigrine), Sakagami Tomoko (Mitsuboshi Daito Perigrine), Shishiuchi Miho (Kushiro Bears), Yoneyama Haruna (Mitsuboshi Daito Perigrine)
- Entraîneur : Iizuka Yuji

#### Résultats

##### Tour préliminaire
| Clt   | Équipe    | PJ | V | VP | D | DP | BP | BC | Diff | Pts |
| ----- | --------- | -- | - | -- | - | -- | -- | -- | ---- | --- |
| +001, | Russie    | 3  | 3 | 0  | 0 | 0  | 9  | 3  | +6   | 9   |
| +002, | Suède     | 3  | 2 | 0  | 1 | 0  | 6  | 3  | +3   | 6   |
| +003, | Allemagne | 3  | 1 | 0  | 2 | 0  | 5  | 8  | -3   | 3   |
| +004, | Japon     | 3  | 0 | 0  | 3 | 0  | 1  | 7  | -6   | 0   |

- Qualifié pour les quarts de finale
- Reversé dans les matchs de classement pour la 5e place

| 9 février 2014 | Suède | 1-0 (1-0, 0-0, 0-0) | Japon | Arène de glace Chaïba,Sotchi 2 928 spectateurs |

| Feuille de match | Feuille de match                               | Feuille de match | Feuille de match | Feuille de match                                            |
| ---------------- | ---------------------------------------------- | ---------------- | ---------------- | ----------------------------------------------------------- |
|                  | Asserholt (Eliasson, Grahm) — 12 min 38 s (SN) | 1-0              | -                | Arbitrage : Erin Blair Charlotte Girard et Zuzana Svobodová |
| Wallner          | Gardiens                                       | Fujimoto         |                  | Arbitrage : Erin Blair Charlotte Girard et Zuzana Svobodová |
| 8 min            | Pénalités                                      | 4 min            |                  | Arbitrage : Erin Blair Charlotte Girard et Zuzana Svobodová |
| 23               | Tirs                                           | 19               |                  | Arbitrage : Erin Blair Charlotte Girard et Zuzana Svobodová |

| 11 février 2014 19h00 | Russie | 2-1 (1-0, 0-0, 1-1) | Japon | Arène de glace Chaïba, Sotchi 4 897 spectateurs |

| Feuille de match | Feuille de match                                | Feuille de match | Feuille de match          | Feuille de match                                              |
| ---------------- | ----------------------------------------------- | ---------------- | ------------------------- | ------------------------------------------------------------- |
|                  | Bourina — 11 min 39 s Vafina — 51 min 36 s (IN) | 1-0 1-1 2-1      | Toko (Kubo) — 40 min 33 s | Arbitrage : Nicole Hertrich Denise Caughey et Alicia Hanrahan |
| Prougova         | Gardiens                                        | Fujimoto         |                           | Arbitrage : Nicole Hertrich Denise Caughey et Alicia Hanrahan |
| 6 min            | Pénalités                                       | 6 min            |                           | Arbitrage : Nicole Hertrich Denise Caughey et Alicia Hanrahan |
| 38               | Tirs                                            | 22               |                           | Arbitrage : Nicole Hertrich Denise Caughey et Alicia Hanrahan |

| 13 février 2014 12h00 | Japon | 0-4 (0-1, 0-1, 0-2) | Allemagne | Arène de glace Chaïba, Sotchi 2 618 spectateurs |

| Feuille de match | Feuille de match | Feuille de match | Feuille de match | Feuille de match                                                   |
| ---------------- | ---------------- | ---------------- | --- | ------------------------------------------------------------------ |
|                  |                  | 0-1 0-2 0-3 0-4  | Anwander (Kratzer, Becker) — 13 min 23 s (SN) Busch (Lanzl) — 20 min 48 s Sppielberger (Eisenschmid, Kamenik) — 58 min 31 s Busch (Götz) — 59 min 28 s (CV) | Arbitrage : Mélanie Bordeleau Therese Björkman et Charlotte Girard |
| Fujimoto         | Gardiens         | Harrer           | | Arbitrage : Mélanie Bordeleau Therese Björkman et Charlotte Girard |
| 8 min            | Pénalités        | 10 min           | | Arbitrage : Mélanie Bordeleau Therese Björkman et Charlotte Girard |
| 30               | Tirs             | 25               | | Arbitrage : Mélanie Bordeleau Therese Björkman et Charlotte Girard |

##### Matchs de classement pour la cinquième place

###### Tableau
|  | Matchs de classement              | Matchs de classement              |                        |   | Match pour la 5e place            | Match pour la 5e place            |
|  | Matchs de classement              | Matchs de classement              |                        |   | Match pour la 5e place            | Match pour la 5e place            |
|  |                                   |                                   |                        |   |                                   |                                   |
|  | 16 février, Arène de glace Chaïba | 16 février, Arène de glace Chaïba |                        |   | 18 février, Arène de glace Chaïba | 18 février, Arène de glace Chaïba |
|  | 16 février, Arène de glace Chaïba | 16 février, Arène de glace Chaïba |                        |   | 18 février, Arène de glace Chaïba | 18 février, Arène de glace Chaïba |
|  | Finlande                          | 2                                 |                        |   | 18 février, Arène de glace Chaïba | 18 février, Arène de glace Chaïba |
|  | Finlande                          | 2                                 |                        |   | 18 février, Arène de glace Chaïba | 18 février, Arène de glace Chaïba |
|  | Allemagne                         | 1                                 |                        |   | 18 février, Arène de glace Chaïba | 18 février, Arène de glace Chaïba |
|  | Allemagne                         | 1                                 | Finlande               | 4 |                                   |                                   |
|  | 16 février, Arène de glace Chaïba |                                   | Finlande               | 4 |                                   |                                   |
|  |                                   | Russie                            | 0                      |   |                                   |                                   |
|  | Russie                            | Russie                            | 0                      | 6 |                                   |                                   |
|  | Russie                            |                                   |                        | 6 |                                   |                                   |
|  | Japon                             | 3                                 |                        |   |                                   |                                   |
|  | Japon                             | 3                                 | Match pour la 7e place |   |                                   |                                   |
|  |                                   |                                   |                        |   |                                   |                                   |
|  | 18 février, Arène de glace Chaïba |                                   |                        |   |                                   |                                   |
|  |                                   |                                   |                        |   |                                   |                                   |
|  | Allemagne                         | 3                                 |                        |   |                                   |                                   |
|  | Allemagne                         | 3                                 |                        |   |                                   |                                   |
|  | Japon                             | 2                                 |                        |   |                                   |                                   |
|  | Japon                             | 2                                 |                        |   |                                   |                                   |

###### Matchs de classement
| 16 février 2014 | Russie | 6-3 (1-0, 3-2, 2-1) | Japon | Arène de glace Chaïba 4 793 spectateurs |

| Feuille de match | Feuille de match | Feuille de match                    | Feuille de match                                                                              | Feuille de match                                          |
| ---------------- | --- | ----------------------------------- | --------------------------------------------------------------------------------------------- | --------------------------------------------------------- |
|                  | Chtchoukina (Chokina) — 16 min 12 s Chokina (Smolentseva) — 26 min 44 s Skiba (Gavrilova, Bourina) — 27 min 33 s Sossina (Smolentseva, Chokina) — 31 min 32 s (SN) Skiba (Bourina, Gavrilova) — 49 min 39 s (SN) Bourina (Chibanova, Khomitch) — 55 min 42 s (SN) | 1-0 1-1 2-1 2-2 3-2 4-2 4-3 5-3 6-3 | Yamane (Ukita) — 26 min 14 s Toko (Kubo) — 26 min 50 s Osawa (Takeuchi, Hirano) — 42 min 23 s | Arbitrage : Anna Eskola Charlotte Girard et Ilona Novotná |
| Leskina          | Gardiens | Fujimoto                            |                                                                                               | Arbitrage : Anna Eskola Charlotte Girard et Ilona Novotná |
| 6 min            | Pénalités | 10 min                              |                                                                                               | Arbitrage : Anna Eskola Charlotte Girard et Ilona Novotná |
| 32               | Tirs | 27                                  |                                                                                               | Arbitrage : Anna Eskola Charlotte Girard et Ilona Novotná |

###### Match pour la septième place
| 18 février 2014 | Allemagne | 3-2 (1-1, 2-0, 0-1) | Japon | Arène de glace Chaïba 2 012 spectateurs |

| Feuille de match | Feuille de match | Feuille de match                             | Feuille de match                                                  | Feuille de match                                                    |
| ---------------- | --- | -------------------------------------------- | ----------------------------------------------------------------- | ------------------------------------------------------------------- |
|                  | Götz (Busch, Janzen) — 9 min 18 s (SN) Zorn (Busch, Götz) — 24 min 30 s (SN) Seiler (Schuster, Kratzer) — 35 min 49 s | 1-0 1-1 2-1 3-1 3-2                          | Kubo (Osawa) — 13 min 40 s Yoneyama (Osawa, Suzuki) — 42 min 56 s | Arbitrage : Mélanie Bordeleau Therese Björkman et Michaela Kúdelová |
| Harrer           | Gardiens | Fujimoto (35 min 49 s) Konishi (23 min 34 s) |                                                                   | Arbitrage : Mélanie Bordeleau Therese Björkman et Michaela Kúdelová |
| 8 min            | Pénalités | 12 min                                       |                                                                   | Arbitrage : Mélanie Bordeleau Therese Björkman et Michaela Kúdelová |
| 23               | Tirs | 29                                           |                                                                   | Arbitrage : Mélanie Bordeleau Therese Björkman et Michaela Kúdelová |

## Patinage de vitesse
3 000 m femmes (27 classées)
- Shiho Ishizawa (nl)  : 9e - 4:09.39
- Shoko Fujimura : 15e - 4:12.71
- Masako Hozumi : 21e - 4:15.52